# Ulrike von Luxburg

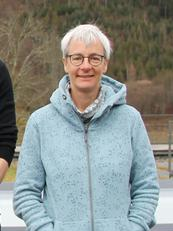
Ulrike von Luxburg (2025)

Ulrike von Luxburg (* 1975 in Regensburg) ist eine deutsche Informatikerin und Leiterin der Arbeitsgruppe Theory of Machine Learning am Wilhelm-Schickard-Institut der Mathematisch-Naturwissenschaftlichen Fakultät der Eberhard Karls Universität Tübingen.

## Werdegang
Von Luxburg studierte Mathematik an der Universität Konstanz, der Universität Grenoble und der Universität Tübingen, wo sie 2001 als Dipl.-Math. abschloss. Von 2002 bis 2004 war sie als Doktorandin am Department of Empirical Inference des Max-Planck-Institut für biologische Kybernetik in Tübingen tätig. 2004 wurde sie bei Stefan Jähnichen an der TU Berlin mit einer Dissertation zum Thema „Statistical Learning with Similarity and Dissimilarity Functions“ zum Dr. rer. nat. promoviert.
Von 2005 bis 2006 leitete von Luxburg die Forschungsgruppe Data Mining am Fraunhofer-Institut für Integrierte Publikations- und Informationssysteme (IPSI) in Darmstadt. Von 2007 bis 2012 leitete von Luxburg die Forschungsgruppe Lerntheorie am Max-Planck-Institut für Intelligente Systeme in Tübingen. 2012 folgte sie dem Ruf auf eine Heisenberg-Professur für Maschinelles Lernen an der Fakultät für Informatik der Universität Hamburg. 2015 folgte sie dem Ruf als Universitätsprofessor für Theoretische Informatik und Lerntheorie am Wilhelm-Schickard-Institut der Universität Tübingen, wo sie seither die Arbeitsgruppe Theory of Machine Learning leitet.
Mit ihren Forschungsaktivitäten zum Thema maschinelles Lernen entwickelt von Luxburg mit ihrer Arbeitsgruppe Algorithmen, die eine fundamentale Analyse großer Mengen komplexer Daten ermöglichen, um Verbindungen zu finden oder spezifische Fragen zu beantworten. So können enorme Datenmengen, die im Zuge zahlreicher Anwendungen in Wissenschaft und Industrie erfasst, gesammelt und gespeichert werden, genutzt und ausgewertet werden.
Der Schwerpunkt ihrer Forschung besteht darin, Methoden aus der Statistik und der Informatik zu kombinieren, um Algorithmen für das maschinelle Lernen auf Graphen theoretisch zu bewerten. Kern der Untersuchungen ist, wie sich Algorithmen auf bestimmte Datensätze verhalten. Beim maschinellen Lernen wird hinterfragt, inwieweit ein sich aus einem bestimmten Datensatz ergebendes Resultat als typisch für die zugrunde liegende Population angesehen werden kann, d. h. ob es signifikant ist oder nur ein zufälliges Artefakt ohne weitere Bedeutung ist.

## Auszeichnungen
- 2006, 2005, 2003 Best student paper award, International Conference on Learning Theory (COLT)
- 2008–2013 Mitglied der Junge Akademie[2]
- 2007 Best student paper award, International Conference on Algorithmic Learning Theory (ALT)
- 2008, 2004 Best student paper award, Annual Conference on Neural Information Processing Systems (NeurIPS)
- seit 2010 Mitglied von AcademiaNet[3]
- 2019 Distinguished paper award, International Joint Conference on Artificial Intelligence(IJCAI)
- 2020 Aufnahme in der Sektion Informationswissenschaften als Mitglied in die Nationale Akademie der Wissenschaften Leopoldina
- 2024 Communicator-Preis der DFG als Mitglied des Teams „Cyber and the City“, gemeinsam mit Thomas Thiemeyer und dem Doktoranden Tim Schaffarczik[4]

## Publikationen (Auswahl)
- mit  Robert C Williamson, Isabelle Guyon: Clustering: Science or art?. In: Proceedings of ICML workshop on unsupervised and transfer learning. 2012. S. 65–79
- Ulrike von Luxburg, Agnes Radl, Matthias Hein: Getting lost in space: Large sample analysis of the commute distance. In: Neural Information Processing Systems (NIPS), 2010, ISBN 978-1-61782-380-0
- Ulrike von Luxburg: Clustering stability: an overview. In: Foundations and Trends in Machine Learning 2(3), 2010. S. 235–274. doi:10.1561/2200000008
- Ulrike von Luxburg, Mikhail Belkin, Oliver Bousquet: Consistency of spectral clustering. In: Annals of Statistics 36(2), 2008. S. 555–586. doi:10.1214/009053607000000640
- mit Agnes Radl, Matthias Hein: Hitting and commute times in large random neighborhood graphs. In: The Journal of Machine Learning Research. Band 15. 2014. S. 1751–1798
- Ulrike von Luxburg: A Tutorial on Spectral Clustering. In: Statistics and Computing 17(4), 2007. S. 395–416. doi:10.1007/s11222-007-9033-z
- mit  Shai Ben-David: Towards a statistical theory of clustering. In: Pascal workshop on statistics and optimization of clustering. 2005. S. 20–26
- Ulrike von Luxburg, Oliver Bousquet: Distance-based classification with Lipschitz functions. In: Journal for Machine Learning Research 5, 2004. S. 669–695. doi:10.1007/978-3-540-45167-9_24